# لیبوتنیتسه
لیبوتنیتسه (به چکی: Libotenice) یک منطقهٔ مسکونی در جمهوری چک است که در ناحیه لیتومیریتسه واقع شده‌است. لیبوتنیتسه ۵٫۷۱ کیلومتر مربع مساحت و ۴۰۱ نفر جمعیت دارد و ۱۵۱ متر بالاتر از سطح دریا واقع شده‌است.